# Frank Wykoff
Frank Wykoff (Estados Unidos, 29 de octubre de 1909-1 de enero de 1980) fue un atleta estadounidense, especialista en la prueba de 4 x 100 m en la que llegó a ser campeón olímpico en 1936.

## Carrera deportiva
En los JJ. OO. de Ámsterdam 1928 ganó la medalla de oro en los relevos 4 x 100 metros, por delante de Alemania y Reino Unido (bronce).
Cuatro años más tarde, en los JJ. OO. de Los Ángeles 1932 ganó la medalla de oro en la misma prueba, con un tiempo de 40.0 segundos, llegando por delante de Alemania e Italia (bronce).
Y otros cuatro años después, en los JJ. OO. de Berlín 1936 volvió a ganar la medalla de oro en los relevos 4 x 100 metros, con un tiempo de 39.8 segundos, llegando a meta por delante de Italia (plata) y Alemania (bronce), siendo sus compañeros de equipo: Jesse Owens, Foy Draper y Ralph Metcalfe.